# أسطورة النافاراي
أسطورة النافاراي هي الرواية رقم 16 من سلسلة ما وراء الطبيعة التي تصدرها المؤسسة العربية الحديثة ضمن روايات مصرية للجيب للكاتب أحمد خالد توفيق تعد السلسلة أول سلسلة روايات عربية في أدب الرعب.

## أحداث الرواية
أستكمالا لأحداث حدثت في أسطورة سابقة، يشتبك هن-تشو-كان مع جينغ-تشا في قتال مرير ويحاصر رجال جينغ-تشا البناية، وينتصر هن-تشو-كان في البداية فيلجأ رجال جينغ-تشا إلى جيران رفعت إسماعيل، حيث يقومون بأخذهم رهائن في مقابل أن يسلم لهم هن-تشو-كان كتاب النافاراي المقدس: الشوكارا، ولكن ينجح هن-تشو-كان في خداعهم ويتظاهر بتسليم الكتاب لهم، ولكن ينقض عليهم ويهزمهم جميعا بما فيهم جينغ-تشا.
و لكن جينغ-تشا قبل أن يهوى يقوم بأطلاق كرة تحتوى على مادة غريبة على هن-تشو-كان، فيهوى فيحاول رفعت أنقاذه ويجد رفعت أن جثث هولاء القوم قد أختفت حيث عادت إلى زمانها، فينقل رفعت هن-تشو-كان إلى المستشفى، ويجد رفعت أن الكتاب قد أختفى حيث أحتضنه جينغ-تشا قبل عودته إلى زمانه.
يستيقظ هن-تشو-كان ليجد نفسه في عالم غريب يدعى زانادو - عالم الأحلام - ويجد نفسه في مواجهة قوة شريرة تدعى الخان، وفي عالم الواقع يسقط هن-تشو-كان في غيبوبة ويحاول رفعت أنقاذه، ويعرف رفعت عن طريق التخاطر الروحى أن هن-تشو-كان قد سقط ضحية لعنة تعرف باسم السيرجانتا، وهي لعنة ترسل من يقع ضحيتها إلى أرض المنفى حيث لا يموت ولا يعيش.
و في عالم زانادو يجد هن-تشو-كان جينغ-تشا قد قدم إلى هذا العالم لتدميره، وأن جينغ-تشا معه كتاب النافاراي المقدس: الشوكارا، ويخبره جينغ-تشا أن من ينتصر سوف يأخذ كتاب النافاراي المقدس: الشوكارا، وتوجد فيه طريقة للعودة إلى أرض الواقع، ويشتبك الأثنان في قتال مرير إلى أن ينجح هن-تشو-كان في الانتصار عليه ويعود إلى أرض الواقع، ليفرح بعودته رفعت بعد أن انتصر على جينغ-تشا، ويتعايش هن-تشو-كان مع واقعه الجديد ويلتحق بالعمل في السفارة الصينية بالقاهرة.

## اقتباسات مميزة
| أسطورة النافاراي | لا نريد ضوضاء .. لا نريد صخبا, لا نريد صرخات هلع و لا هتافات إستحسان .. إن الكاهن الأخير يخوض اخر معاركه, و يحتاج إلى أكبر قدر من التركيز. خذوا مقاعدكم يا سادة و انكمشوا فيها .. لأن هزيمة الكاهن الأخير تعنى نهايتنا نحن .. لا نريد صفيرا .. لا نريد سوى الصمت البليغ | أسطورة النافاراي |

| أسطورة النافاراي | عندما تغرب الشمس..و تلطخ دماؤها ثوب المساء الأزرق..عندئذ يبدأ فجر النافاراي | أسطورة النافاراي |

## أبطال الرواية
- رفعت إسماعيل : طبيب أمراض الدم والأستاذ الجامعي الكهل المقيم بالقاهرة، نحيل، أصلع، ذو عوينات، يعاني من كتيبة من الأمراض منها على سبيل المثال لا الحصر : القرحة المعدية، ضيق الشرايين، الربو الشعبي، التهاب الرئة، آلام المفاصل، قلق، متشائم، نحس يقع في المصائب.
- هن-تشو-كان : آخر كهنة النافاراي الناجي من المذبحة التي تعرض لها كهنة النافاراي، والمرتحل إلى القرن العشرين عن طريق كتاب النافاراي المقدس : الشوكارا.

## آراء ونقاش حول الرواية
- آراء القراء حول أسطورة النافاري على موقع أبجد
- لمعرفة المزيد من التفاصيل والآراء حول الموضوع راجع منتدى شبكة روايات التفاعلية